# 宍道站
宍道站（日语：／ Shinji eki */?）是位於島根縣松江市宍道町宍道，西日本旅客鐵道（JR西日本）的山陰本線車站。事務管號碼為▲640738。
本站屬山陰本線，也是木次線路線名稱上的起點站，是山陰本線與木次線的轉乘站。

## 歷史
- 1909年（明治42年）11月7日 - 國有鐵道山陰本線松江站至此站開業，此終點站啟用。為客運和貨運車站。
  - 當時車站地址為島根縣八束郡宍道村（日语：宍道町）宍道。
- 1910年（明治43年）6月10日 - 山陰本線伸延至莊原站，成為中途站。
- 1916年（大正5年）10月11日 - 簸上鐵道線（後來為木次線此站至木次站之間）開業，成為轉乘站。
- 1927年（昭和2年）11月1日 - ，隨著宍道村實施町制，成為宍道町（日语：宍道町）（第一次），車站地址為島根縣八束郡宍道町宍道。
- 1934年（昭和9年）8月1日 - 簸上鐵道被國有化，鐵路線名為木次線。
- 1955年（昭和30年）4月3日 - 隨著宍道町（第二次）成立，車站地址為島根縣八束郡宍道町宍道。
- 1983年（昭和58年）12月31日 - 終止貨物起卸業務。
  - 在此站至南宍道站之間設有分岔點，連接Ohm製作所宍道工場。
- 1987年（昭和62年）4月1日 - 伴隨國鐵分割民營化，車站由西日本旅客鐵道（JR西日本）營運。
- 1992年（平成4年）11月1日 - 綠色窗口開始營業[3]。
- 2005年（平成17年）3月31日 - 隨著松江市（第二次）成立，車站地址為島根縣松江市宍道町宍道。
- 2009年（平成21年）11月8日 - 車站啟用100周年，舉行紀念儀式。
- 2015年（平成27年）
  - 3月9日 - 引入米子分社內首部綠色售票機+（日语：みどりの券売機プラス）。
  - 3月13日 - 當日起綠色櫃臺結業。
- 2016年（平成28年）12月17日 - 此站可以使用IC卡「ICOCA」[4][5]。設置IC卡專用簡易閘機。
- 2017年（平成29年）
  - 5月18日 - 為了TWILIGHT EXPRESS 瑞風準備開始運行，車站翻新工程完成[6][7][8]。
  - 6月22日 - TWILIGHT EXPRESS 瑞風開始停站[9]。

## 車站構造
車站是一座設有跨站式站房的地面車站，設有2面3線的單式、島式月台，可進行列車交會。車站大樓位於單式月台（1號月台）旁，各月台設有跨線橋連接。
此站為直營車站（為松江站的被管理車站）。在部分時段沒有車站職員當值。
曾經此站設有1面1線的單式月台和2面4線的島式月台。隨著山陰本線高速化，車站最外側的1面2線島式停止使用（木次線月台，4、5號月台）。現時1號月台為山陰線上下行本線，島式的2號月台為山陰線上下行副本線，3號月台為木次線本線（同時為山陰線上下行副本線）。距離車站大樓最遠的前5號月台現時為月租停車場，跨線橋連接舊4、5號月台的通道現時成為車站出入口。車站內曾經設有便亭。
另外，隨著2017年（平成29年）6月22日TWILIGHT EXPRESS 瑞風準備開始運行，車站內部進行翻新，並於同年5月18日完成。另外，也預計設有專用出入口。

### 月台
| 月台 | 路線     | 上下行 | 方向                         | 備註                 |
| ---- | -------- | ------ | ---------------------------- | -------------------- |
| 1    | 山陰本線 | 上行   | 松江、米子、鳥取、岡山方向   | 通常使用此月台       |
| 1    | 山陰本線 | 下行   | 出雲市、濱田方向             | 通常使用此月台       |
| 2    | 山陰本線 | 下行   | 出雲市、濱田方向             | 主要在列車交會時使用 |
| 3    | 木次線   | -      | 木次、出雲橫田、備後落合方向 |                      |
| 3    | 山陰本線 | 下行   | 出雲市、濱田方向             | 部分列車使用         |
| 3    | 山陰本線 | 上行   | 前往松江                     | 從木次線直通         |

在松江一方設有留置線，以用作停泊木次線等待列車。

## 使用狀況
以下為近年1日平均乘車人次列表：
| 乘車人次變化 | 乘車人次變化    |
| 年度         | 1日平均乘車人次 |
| ------------ | --------------- |
| 1984         | 635             |
| 1994         | 739             |
| 1999         | 652             |
| 2000         | 635             |
| 2001         | 597             |
| 2002         | 581             |
| 2003         | 573             |
| 2004         | 553             |
| 2005         | 562             |
| 2006         | 532             |
| 2007         | 514             |
| 2008         | 523             |
| 2009         | 505             |
| 2010         | 593             |
| 2011         | 602             |
| 2012         | 631             |
| 2013         | 650             |
| 2014         | 633             |
| 2015         | 611             |
| 2016         | 572             |
| 2017         | 588             |

## 車站周邊
- 宍道郵局（日语：宍道郵便局）（鄰接此站）
- 山陰合同銀行
- 島根信用金庫（日语：しまね信用金庫）
- 松江市政廳宍道分所
- 松江市立宍道小學
- 松江市立宍道中學
- 島根県立宍道高等學校（日语：島根県立宍道高等学校）
- 宍道湖
- 國道9號
- 國道54號（日语：国道54号）

## 圖庫

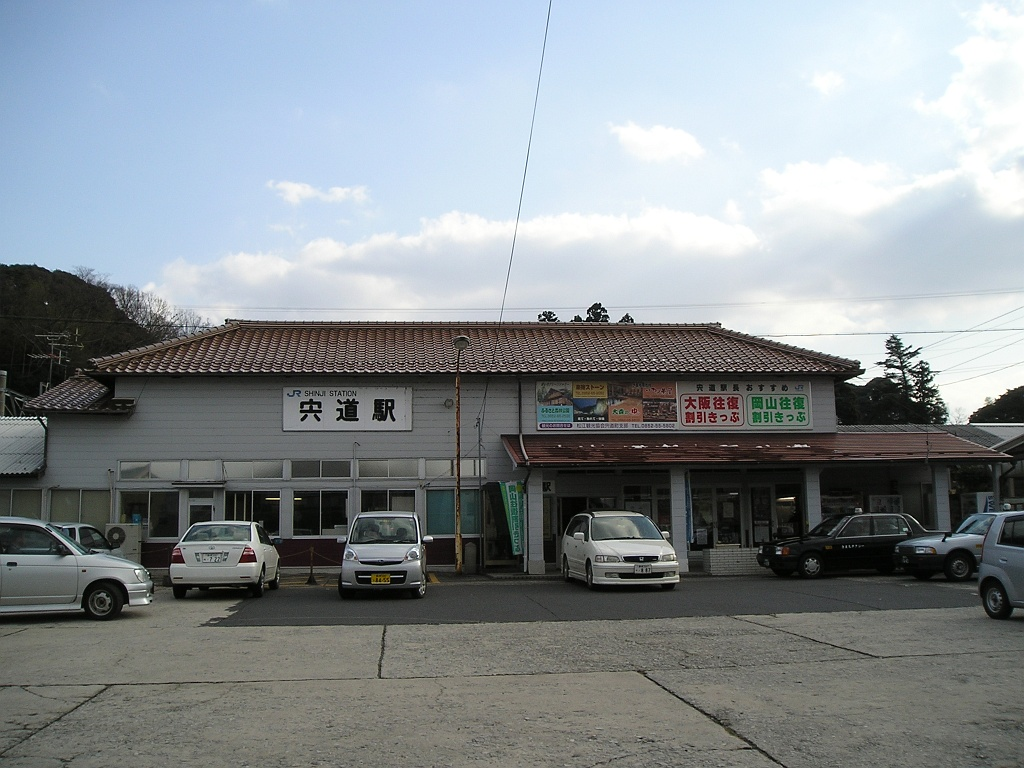
翻新前的車站大樓
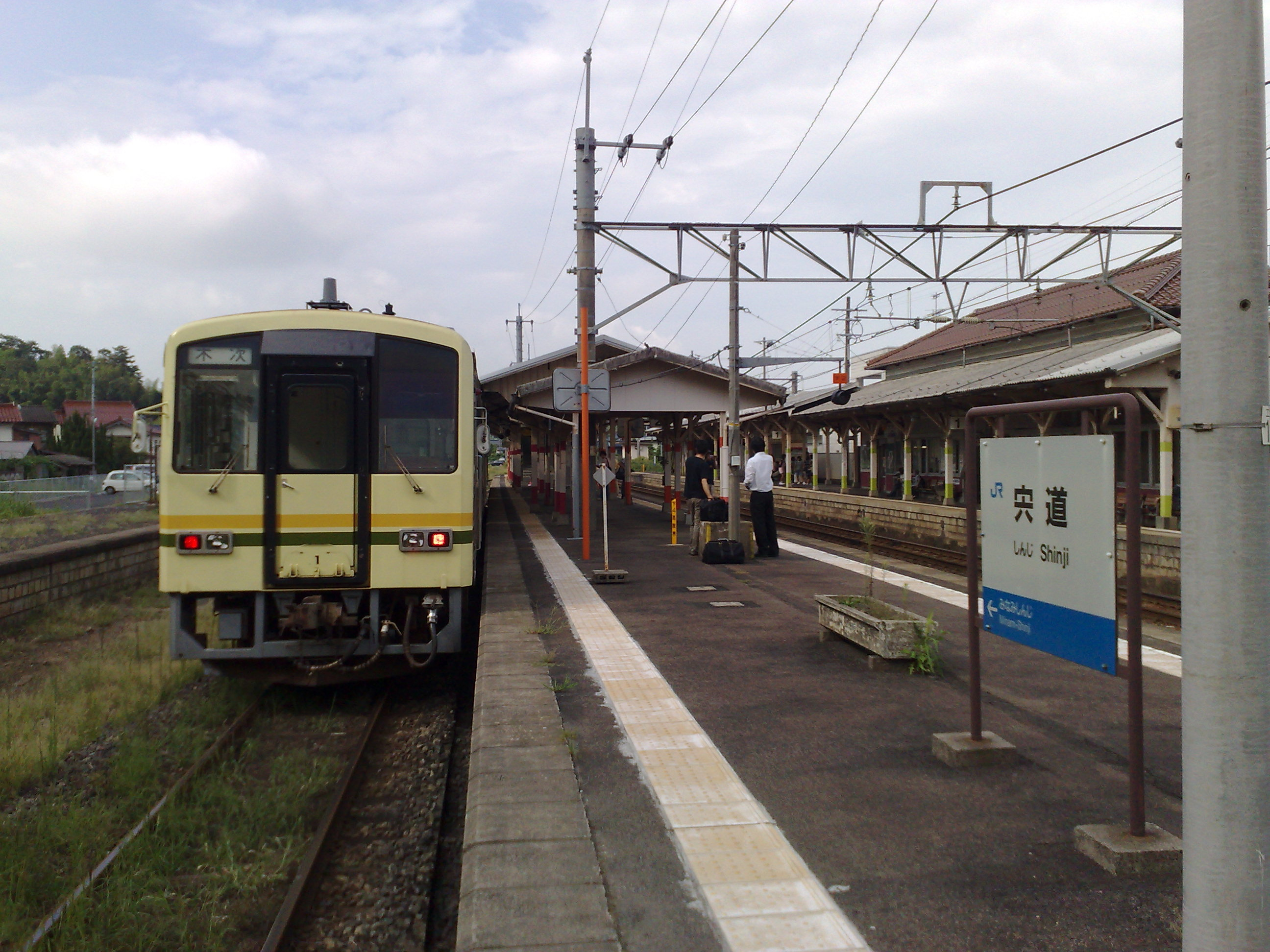
站內，圖中列車停在3號月台
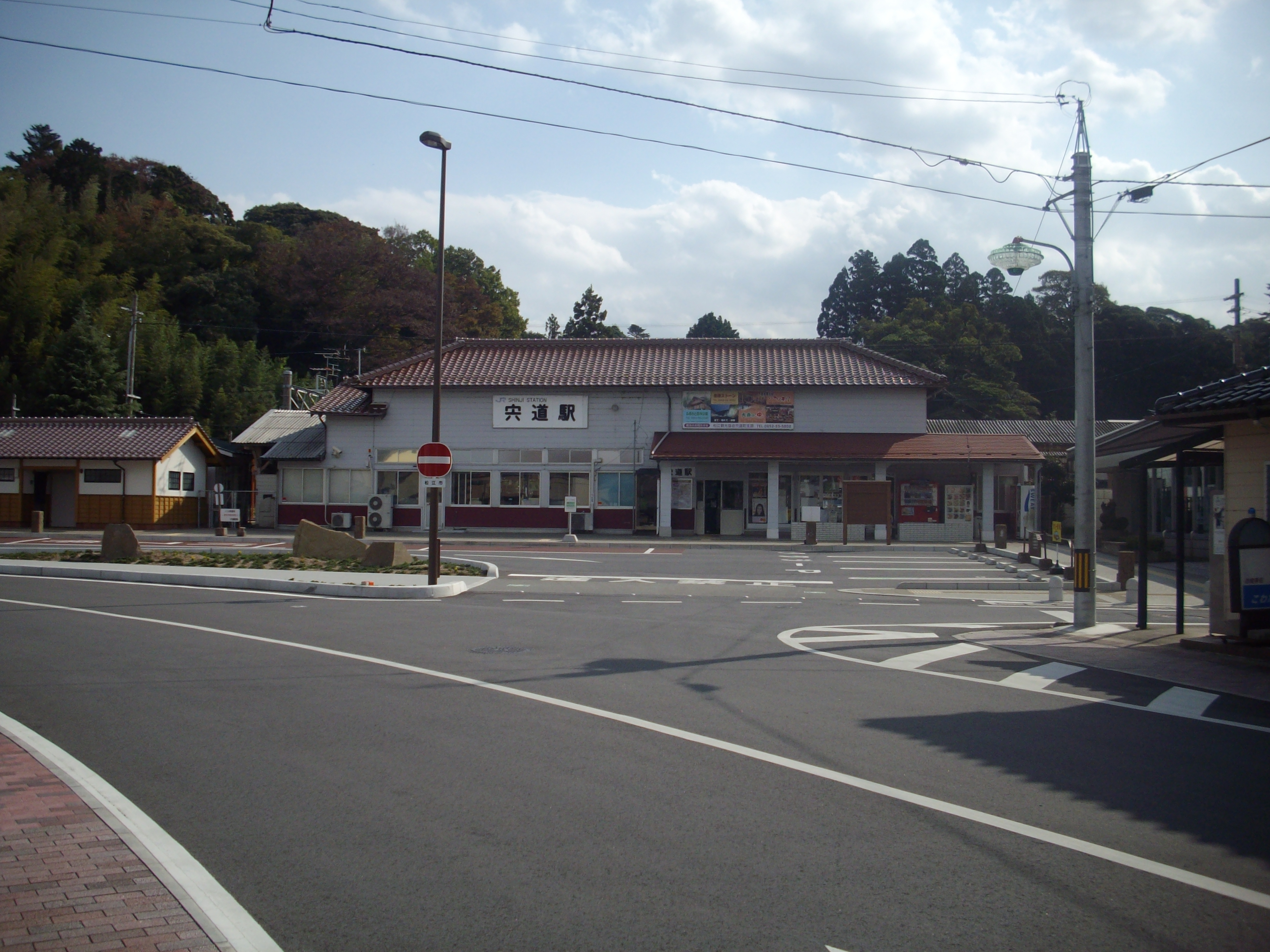
站前
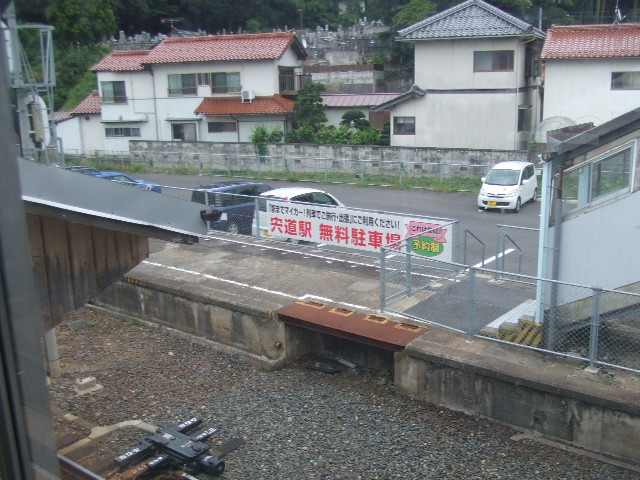
前4、5號月台，現時為月租停車場（2010年9月）
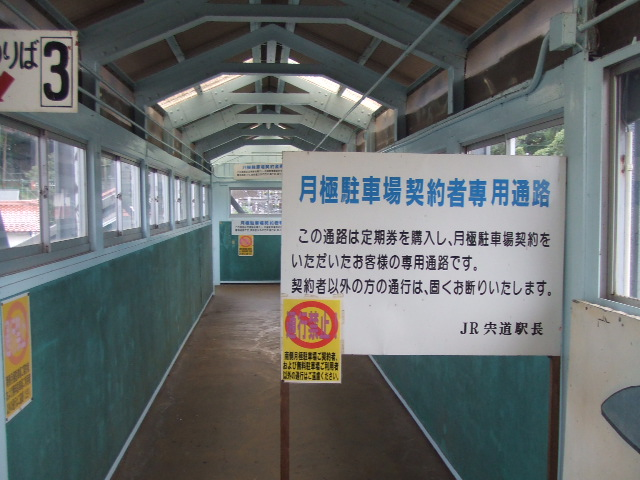
前往前4、5號月台的跨線橋（2010年9月）

## 相鄰車站
西日本旅客鐵道
山陰本線
- 部分特急「超級松風」「超級隱岐」「八雲」停車站。
- 臥鋪特急「日出出雲」停車站。

■快速（只有上行班次）
乃木←宍道
■快速「Aqua快車」、■快速「鳥取快車」、■普通
來待－宍道－莊原
木次線（只有普通列車）
宍道－南宍道（部分班次通過）－加茂中

## 注腳
1. ↑  日本國有鐵道旅客局(1984)『鉄道・航路旅客運賃・料金算出表 昭和59年４月20日現行』。
2. ↑  『停車場変遷大事典 国鉄・JR編』JTB 1998年
3. ↑  『JR時刻表』 1992年11月號，12月號 弘濟出版社
4. ↑  奧平真也. . 朝日新聞 (朝日新聞社). 2016-12-18: 晨報 島根版.
5. ↑  山陰線（出雲市～伯耆大山駅間）、伯備線（根雨駅、生山駅、新見駅）ICOCAご利用開始日・自動改札機ご利用開始日決定! （页面存档备份，存于） - 西日本旅客鐵道（2016年10月18日）
6. 1 2   (新闻稿). 西日本旅客鐵道. 2016年7月29日  [2016年7月31日]. （原始内容存档于2016年7月31日） （日语）.
7. 1 2  . 產經新聞 (產經新聞社). 產經新聞. 2017年5月19日  [2018年11月5日]. （原始内容存档于2017年5月19日）.
8. 1 2 3  松江市議會議員　長谷川修二. . 公明黨. 2017年5月18日  [2018年11月5日]. （原始内容存档于2017年8月18日）.
9. ↑  井潟克弘. . 朝日新聞 (朝日新聞社). 2017-06-23: 晨報 島根版.
10. ↑  島根縣統計書

## 外部連結
- 宍道｜車站資訊：JR出門網 - 西日本旅客鐵道